# Oostpoortbrug

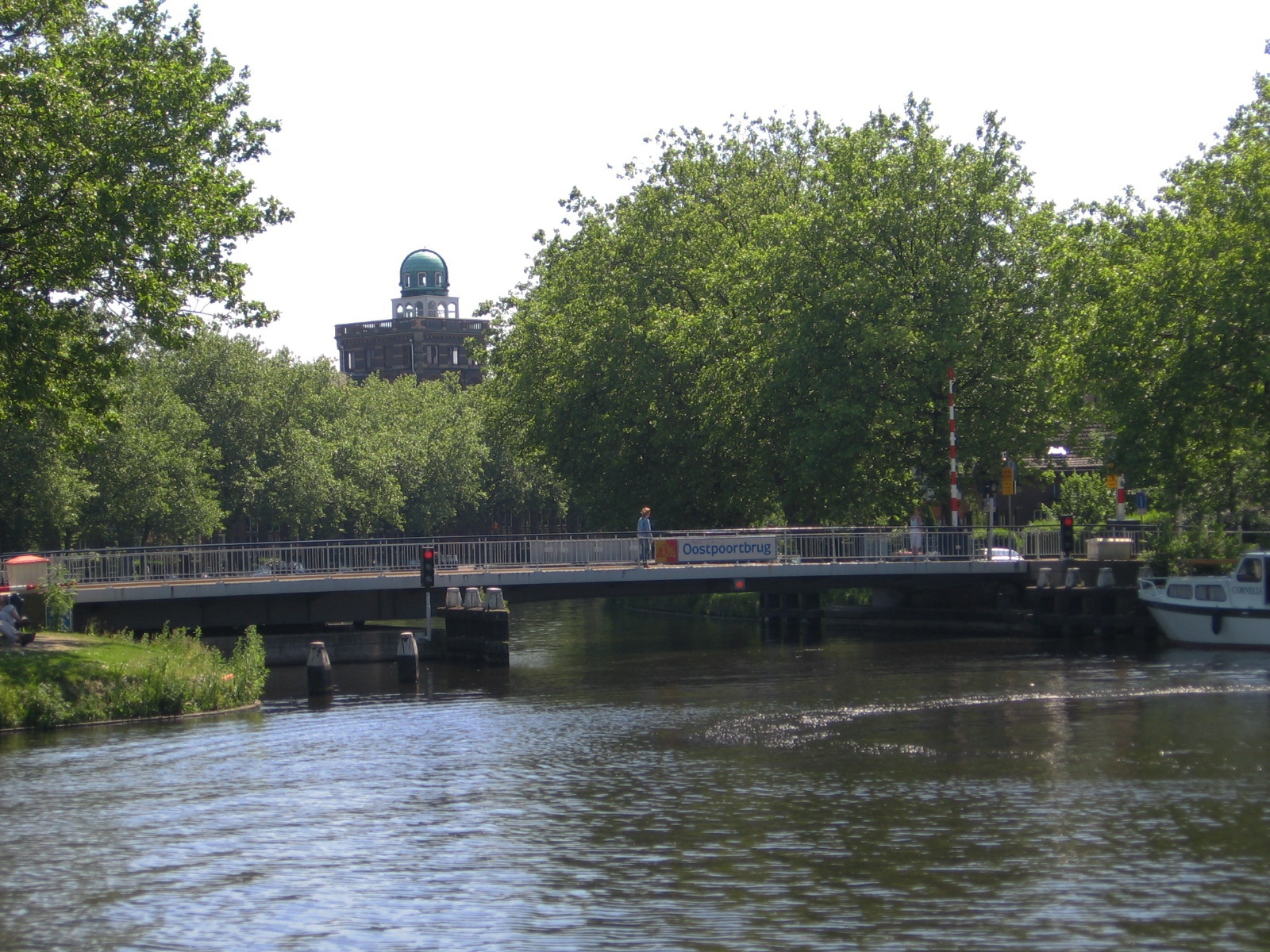
Oostpoortbrug

De Oostpoortbrug is een fiets- en voetgangersbrug over het Rijn-Schiekanaal nabij de Oostpoort in de stad Delft, in de Nederlandse provincie Zuid-Holland. Voor 1998 was de smalle brug ook voor auto's berijdbaar. Het is een draaibrug. De doorvaartwijdte van het beweegbaar gedeelte bedraagt 15,70 m, de doorvaarthoogte is in gesloten toestand 1 m. De brug kan voor bediening via de marifoon worden aangeroepen via de bedieningscentrale Leidschendam op VHF-kanaal 18.
De naastgelegen ophaalbrug werd ook de Oostpoortbrug genoemd. De naamgeving van de beide bruggen tussen de Oostpoort en de Kanaalweg leidde tot verwarring, vandaar dat de ophaalbrug nu de Kleine Oostpoortbrug genoemd wordt.